# Dendrobium nakaharae
Dendrobium nakaharae är en orkidéart som beskrevs av Rudolf Schlechter. Dendrobium nakaharae ingår i släktet Dendrobium, och familjen orkidéer. Inga underarter finns listade i Catalogue of Life.

## Bildgalleri

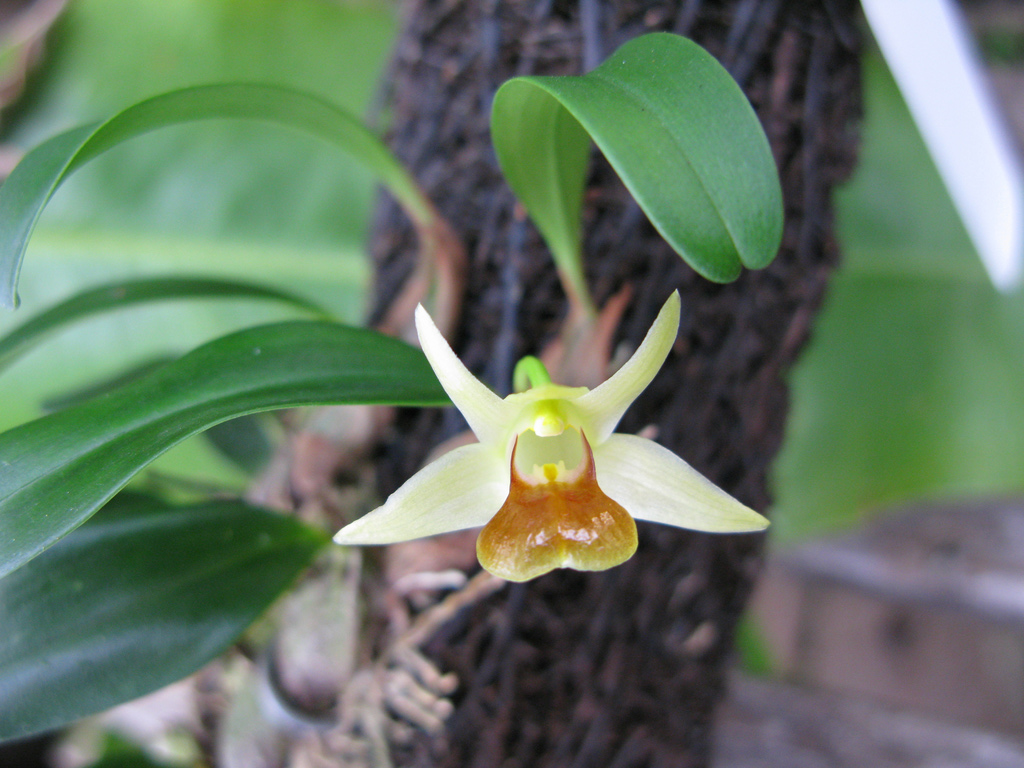
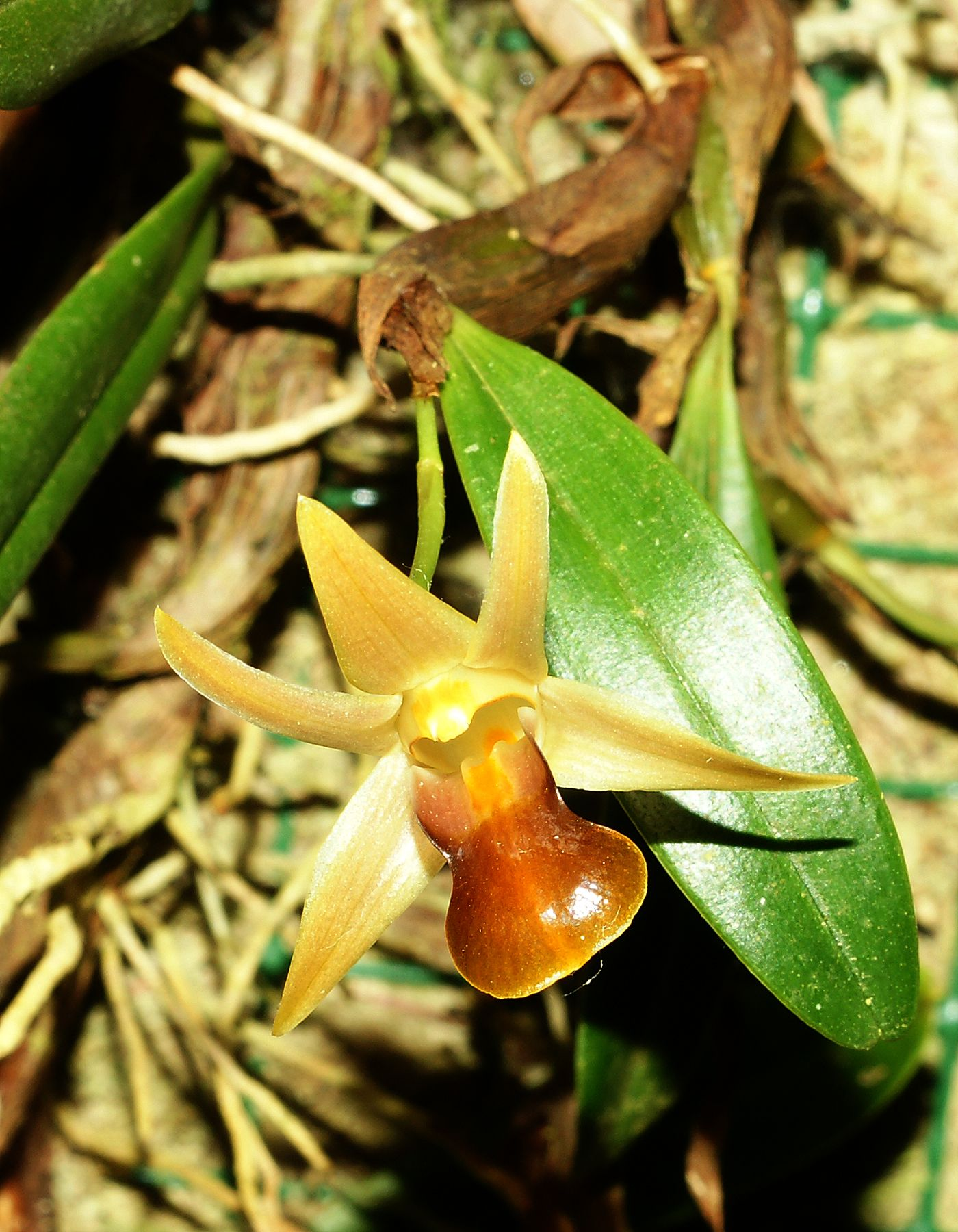